# Habenaria ensigera
Habenaria ensigera är en orkidéart som beskrevs av Jany Renz. Habenaria ensigera ingår i släktet Habenaria och familjen orkidéer.
Artens utbredningsområde är västra Nya Guinea. Inga underarter finns listade i Catalogue of Life.